# Lijst van rijksmonumenten in Kampen (plaats)
De stad Kampen telt ten minste 507 inschrijvingen in het rijksmonumentenregister.

## Straten met de meeste monumenten
De drie straten met de meeste gemeentelijke monumenten zijn, gezien hun aantal, in een apart artikel ondergebracht.
De overige rijksmonumenten in Kampen volgen verderop.
| Straat     | Aantal rijksmonumenten |
| ---------- | ---------------------- |
| Oudestraat | 151                    |
| Vloeddijk  | 94                     |
| Voorstraat | 60                     |

## Overige straten in Kampen
De lijst hieronder bevat de straten van Kampen met minder rijksmonumenten.
| Object | Oorspronkelijke functie?  | Bouwjaar | Architect | Locatie                     | Coördinaten?                  | Nr.?   | Afbeelding |
| --- | ------------------------- | --- | --- | --------------------------- | ----------------------------- | ------ | --- |
| Pand met gecementeerde gevel en restant van kroonlijst, dat een geheel uitmaakt met nr. 3                                                                                      | Woonhuis                  | begin 16e eeuw (gevel)                                                                                          | | Boven Nieuwstraat 1         | 52° 33' 18" NB, 5° 55' 8" OL  | 22963  | Meer afbeeldingen |
| Pand met gecementeerde gevel onder hoog schilddak dat links eindigt in topgevel                                                                                                | Werk-woonhuis             | begin 16e eeuw (gevel)                                                                                          | | Boven Nieuwstraat 3         | 52° 33' 18" NB, 5° 55' 8" OL  | 22964  | Meer afbeeldingen |
| Hoekpand met gepleisterde gevels en restant van trapgevel aan achterzijde (voorzijde: Geerstraat 24)                                                                           | Woonhuis                  | 16e-17e eeuw | | Boven Nieuwstraat 27        | 52° 33' 20" NB, 5° 55' 6" OL  | 22965  | Meer afbeeldingen |
| Pand met gevel met jongere gootlijst en werkplaatsingang | Woonhuis                  | midden 18e eeuw (gevel)                                                                                         | | Boven Nieuwstraat 93        | 52° 33' 27" NB, 5° 54' 58" OL | 22966  | Pand met gevel met jongere gootlijst en werkplaatsingang |
| Huis met lijstgevel, omlijste voordeur met bovenlicht en dakkapel | Woonhuis                  | | | Boven Nieuwstraat 121       | 52° 33' 30" NB, 5° 54' 57" OL | 22967  | Meer afbeeldingen |
| Vijf traveeën breed pand met kroonlijst met consoles en rozetten onder dubbel schilddak met twee dakkapellen                                                                   | Woonhuis                  | oorspr. late middeleeuwen 1800-1850                                                                             | | Boven Nieuwstraat 72        | 52° 33' 25" NB, 5° 54' 59" OL | 22968  | Meer afbeeldingen |
| Pand met door een driehoekig fronton bekroonde klokgevel en jongere winkelpui                                                                                                  | Winkel                    | 18e-19e eeuw | | Boven Nieuwstraat 86        | 52° 33' 26" NB, 5° 54' 58" OL | 22969  | Meer afbeeldingen |
| Huis met geverfde en gedeeltelijk tot tuit verminkte en geverfde trapgevel | Woonhuis                  | 1650-1700 | | Boven Nieuwstraat 96-98     | 52° 33' 27" NB, 5° 54' 57" OL | 22970  | Meer afbeeldingen |
| Sint Joris | Winkel                    | ca. 1640 late 19e eeuw (pui)                                                                                    | | Boven Nieuwstraat 100       | 52° 33' 27" NB, 5° 54' 57" OL | 22971  | Meer afbeeldingen |
| Hoekhuis met door rollaag afgedekte topgevel en met geprofileerde natuurstenen dekplaten                                                                                       | Werk-woonhuis             | mog. 16e eeuw 18e eeuw (gevel)                                                                                  | | Boven Nieuwstraat 108       | 52° 33' 28" NB, 5° 54' 56" OL | 22972  | Hoekhuis met door rollaag afgedekte topgevel en met geprofileerde natuurstenen dekplaten                                                                                       |
| Pand met door driehoekig fronton bekroonde klokgevel | Woonhuis                  | 1829 (jaartalsteen)                                                                                             | | Boven Nieuwstraat 120       | 52° 33' 29" NB, 5° 54' 55" OL | 22973  | Pand met door driehoekig fronton bekroonde klokgevel |
| Pand met gepleisterde lijstgevel en eenvoudige winkelpui | Werk-woonhuis             | verm. 16e-17e eeuw 19e eeuw (gevel)                                                                             | | Broederstraat 7             | 52° 33' 31" NB, 5° 54' 58" OL | 22974  | Meer afbeeldingen |
| Pand met gepleisterde lijstgevel en dakkapel | Werk-woonhuis             | verm. 16e-17e eeuw 19e eeuw (gevel)                                                                             | | Broederstraat 9             | 52° 33' 31" NB, 5° 54' 58" OL | 22975  | Pand met gepleisterde lijstgevel en dakkapel |
| Hoekpand met gepleisterde lijstgevel, dakkapel en schoorboog over het steegje tussen dit pand en Broederstraat 13                                                              | Werk-woonhuis             | verm. 16e-17e eeuw 19e eeuw (gevel)                                                                             | | Broederstraat 11            | 52° 33' 31" NB, 5° 54' 58" OL | 22976  | Meer afbeeldingen |
| Pand met gepleisterde lijstgevel en gewijzigde kap | Winkel                    | verm. 16e-17e eeuw 19e eeuw (gevel)                                                                             | | Broederstraat 13            | 52° 33' 30" NB, 5° 54' 58" OL | 22977  | Meer afbeeldingen |
| Pand met gepleisterde lijstgevel en gewijzigde kap | Winkel                    | verm. 16e-17e eeuw 19e eeuw (gevel)                                                                             | | Broederstraat 15            | 52° 33' 30" NB, 5° 54' 57" OL | 22978  | Meer afbeeldingen |
| Pand met lijstgevel en eenvoudige winkelpui | Werk-woonhuis             | 19e eeuw (gevel, kern verm. ouder)                                                                              | | Broederstraat 17            | 52° 33' 30" NB, 5° 54' 57" OL | 22979  | Meer afbeeldingen |
| Pand met lijstgevel | Werk-woonhuis             | 19e eeuw | | Broederstraat 19            | 52° 33' 30" NB, 5° 54' 57" OL | 22980  | Meer afbeeldingen |
| Pand met lijstgevel en natuurstenen Jugendstil-winkelpui | Werk-woonhuis             | 1904 (pui) | G.B. Broekema | Broederstraat 21            | 52° 33' 30" NB, 5° 54' 57" OL | 22981  | Meer afbeeldingen |
| Pand met lijstgevel en moderne winkelpui | Winkel                    | verm. 17e-18e eeuw vroege 19e eeuw (gevel)                                                                      | | Broederstraat 23            | 52° 33' 30" NB, 5° 54' 56" OL | 22982  | Meer afbeeldingen |
| Hoekpand met lijstgevel en oudere gevelstenen | Werk-woonhuis             | 16e-17e eeuw (gevelstenen) 19e eeuw (gevel) ca. 1900 (pui)                                                      | | Broederstraat 25            | 52° 33' 30" NB, 5° 54' 56" OL | 22983  | Meer afbeeldingen |
| Broederkerk | Kerk en kerkonderdeel     | vanaf ca. 1325 1490 (herstel) ca. 1840-'45 (rest.) 1967-'71 (rest.)                                             | N. Klomp (1840-'45) | Broederstraat 16            | 52° 33' 30" NB, 5° 54' 55" OL | 22984  | Meer afbeeldingen |
| Pand met gepleisterde lijstgevel en vensters met geprofileerde omlijstingen en stuc-kuiven                                                                                     | Werk-woonhuis             | 1850-1875 | | Broederweg 3                | 52° 33' 28" NB, 5° 54' 50" OL | 22985  | Meer afbeeldingen |
| Onderkelderd pand met gepleisterde lijstgevel en lijst met consoles | Woonhuis                  | 1800-1850 | | Broederweg 5                | 52° 33' 28" NB, 5° 54' 49" OL | 22986  | Meer afbeeldingen |
| Hoekhuis met trapgevel met speklagen en door pinakel op gebeeldhouwd kraagsteentje bekroond                                                                                    | Werk-woonhuis             | 1600-1650 | | Broederweg 7                | 52° 33' 28" NB, 5° 54' 49" OL | 22987  | Meer afbeeldingen |
| Hoekhuis met trapgevel met speklagen en door pinakel op gebeeldhouwd kraagsteentje bekroond                                                                                    | Woonhuis                  | 1625-1650 | | Broederweg 9                | 52° 33' 28" NB, 5° 54' 48" OL | 22988  | Meer afbeeldingen |
| Doopsgezinde kerk (voorm. kapel Cellezustersconvent) | Kerk en kerkonderdeel     | 1470-1479 1823 (verb.) 1988 (rest.)                                                                             | | Broederweg 10               | 52° 33' 28" NB, 5° 54' 47" OL | 22989  | Meer afbeeldingen |
| Botervatsteeg-complex, deel Buiten Hofstraat | Werk-woonhuis             | 17e eeuw | | Buiten Hofstraat 1          | 52° 33' 37" NB, 5° 54' 49" OL | 22990  | Meer afbeeldingen |
| Het Gotische Huis, achterzijde | Dienstwoning              | 17e-18e eeuw 1915-'21 (rest.)                                                                                   | | Buiten Nieuwstraat 21       | 52° 33' 34" NB, 5° 54' 54" OL | 22991  | Meer afbeeldingen |
| Voorm. klooster van de Zusters van Liefde | Woonhuis                  | 1860-'61 | H.J. Wennekers | Buiten Nieuwstraat 95       | 52° 33' 41" NB, 5° 54' 47" OL | 22992  | Meer afbeeldingen |
| Verdiepingloos pand onder dwars schilddak | Woonhuis                  | 1850-1875 | | Buiten Nieuwstraat 99       | 52° 33' 41" NB, 5° 54' 46" OL | 22993  | Meer afbeeldingen |
| Verdiepingsloos pand met voordeur met bovenlicht | Woonhuis                  | 1862 | | Buiten Nieuwstraat 97       | 52° 33' 41" NB, 5° 54' 46" OL | 22994  | Meer afbeeldingen |
| Pand op natuurstenen plint met brede lijstgevel met modillons | Overheidsgebouw           | 19e eeuw | | Buiten Nieuwstraat 2        | 52° 33' 31" NB, 5° 54' 55" OL | 22995  | Meer afbeeldingen |
| Voormalige Latijnse School | Onderwijs en wetenschap   | 1631 (hek) | | Buiten Nieuwstraat 4        | 52° 33' 32" NB, 5° 54' 54" OL | 22996  | Meer afbeeldingen |
| Pand met muurankers en gepleisterde rechte gevel met linkerdeel onder dwars schilddak                                                                                          | Werk-woonhuis             | 17e-18e eeuw | | Buiten Nieuwstraat 14       | 52° 33' 34" NB, 5° 54' 53" OL | 22997  | Pand met muurankers en gepleisterde rechte gevel met linkerdeel onder dwars schilddak                                                                                          |
| Pand met gepleisterde lijstgevel en geprofileerde puibalk | Woonhuis                  | rond 1860 (gevel)                                                                                               | | Buiten Nieuwstraat 22       | 52° 33' 35" NB, 5° 54' 52" OL | 22998  | Meer afbeeldingen |
| Pand met gepleisterde lijstgevel en geprofileerde houten kroonlijst | Woonhuis                  | mog. 1850-1875 (gevel)                                                                                          | | Buiten Nieuwstraat 24       | 52° 33' 35" NB, 5° 54' 52" OL | 22999  | Meer afbeeldingen |
| Pand met vensters met afgeronde hoeken en kroonlijst met rechthoekige panelen                                                                                                  | Woonhuis                  | 1850-1875 | | Buiten Nieuwstraat 26       | 52° 33' 35" NB, 5° 54' 52" OL | 23000  | Meer afbeeldingen |
| Pand met geverfde klokgevel en natuurstenen aanzetvoluten | Werk-woonhuis             | | | Buiten Nieuwstraat 28       | 52° 33' 35" NB, 5° 54' 51" OL | 23001  | Meer afbeeldingen |
| Pand met puntgevel met toppilaster | Werk-woonhuis             | 1661 | | Buiten Nieuwstraat 40       | 52° 33' 37" NB, 5° 54' 51" OL | 23002  | Meer afbeeldingen |
| Botervatsteeg-complex, deel Buiten Nieuwstraat | Werk-woonhuis             | 17e eeuw | | Buiten Nieuwstraat 48b      | 52° 33' 38" NB, 5° 54' 50" OL | 23003  | Botervatsteeg-complex, deel Buiten Nieuwstraat |
| Voorm. Bethlehemsvergadering | Woonhuis                  | 1631 | | Buiten Nieuwstraat 62       | 52° 33' 39" NB, 5° 54' 48" OL | 23004  | Meer afbeeldingen |
| Pand met gepleisterde lijstgevel en deur met geprofileerde latei en ovale panelen                                                                                              | Woonhuis                  | 17e-18e eeuw begin 19e eeuw (deur)                                                                              | | Buiten Nieuwstraat 70       | 52° 33' 39" NB, 5° 54' 48" OL | 23005  | Pand met gepleisterde lijstgevel en deur met geprofileerde latei en ovale panelen                                                                                              |
| Pand met gepleisterde gevel met ingezwenkte zijkanten en hijsluiken in de middenas van de zolderverdiepingen                                                                   | Woonhuis                  | 17e eeuw (gevel)                                                                                                | | Buiten Nieuwstraat 90       | 52° 33' 41" NB, 5° 54' 45" OL | 23006  | Pand met gepleisterde gevel met ingezwenkte zijkanten en hijsluiken in de middenas van de zolderverdiepingen                                                                   |
| Verdiepingloos pand onder dwars schilddak met nr. 2 | Werk-woonhuis             | 18e eeuw | | Burgwal 1                   | 52° 33' 16" NB, 5° 55' 18" OL | 23007  | Meer afbeeldingen |
| Verdiepingloos pand onder dwars schilddak met nr. 1 | Werk-woonhuis             | | | Burgwal 2                   | 52° 33' 15" NB, 5° 55' 18" OL | 23008  | Meer afbeeldingen |
| Gedeelte van een pand met gepleisterde rechte gevel | Woonhuis                  | 18e-19e eeuw | | Burgwal 3                   | 52° 33' 15" NB, 5° 55' 18" OL | 23009  | Meer afbeeldingen |
| Gedeelte van een pand met gepleisterde rechte gevel | Woonhuis                  | 18e-19e eeuw | | Burgwal 4                   | 52° 33' 15" NB, 5° 55' 17" OL | 23010  | Meer afbeeldingen |
| Proveniershuizen van de Verenigde Gast- en Proveniershuizen (dakkapellen) | Sociale zorg, liefdadigh. | ca 1650 | | Burgwal 48                  | 52° 33' 21" NB, 5° 54' 59" OL | 23011  | Meer afbeeldingen |
| Hoekpand met gepleisterde rechte gevel en dakkapel | Woonhuis                  | 1825-1875 | | Burgwal 55                  | 52° 33' 22" NB, 5° 54' 57" OL | 23012  | Meer afbeeldingen |
| Verpleegtehuis Myosotis. | Woonhuis                  | eerste helft 19e eeuw                                                                                           | | Burgwal 57                  | 52° 33' 23" NB, 5° 54' 57" OL | 23013  | Meer afbeeldingen |
| Verpleegtehuis Myosotis. | Woonhuis                  | derde kwart 19e eeuw                                                                                            | | Burgwal 58                  | 52° 33' 20" NB, 5° 54' 56" OL | 23014  | Verpleegtehuis Myosotis. |
| Hoekpand met eenvoudige lijstgevel en zonneblinden op de verdieping | Woonhuis                  | | | Burgwal 63                  | 52° 33' 25" NB, 5° 54' 55" OL | 23015  | Meer afbeeldingen |
| Pand met lijstgevel, eenvoudige voordeuromlijsting, muurankers en dakkapel | Woonhuis                  | 1825-1875 | | Burgwal 64                  | 52° 33' 25" NB, 5° 54' 55" OL | 23016  | Meer afbeeldingen |
| Onderkelderd pand met dwars schilddak, vensters met zonneblinden en erker op de verdieping                                                                                     | Woonhuis                  | 1825-1850 | | Burgwal 67                  | 52° 33' 25" NB, 5° 54' 55" OL | 23017  | Meer afbeeldingen |
| Pand onder zadeldak met nok evenwijdig aan de rooilijn en in blokken gepleisterde lijstgevel op plint met risalerende middentravee                                             | Woonhuis                  | 19e eeuw | | Burgwal 68-69               | 52° 33' 26" NB, 5° 54' 54" OL | 23018  | Meer afbeeldingen |
| Pand onder dwars schilddak met gepleisterde lijstgevel | Woonhuis                  | 1850-1875 | | Burgwal 75                  | 52° 33' 27" NB, 5° 54' 53" OL | 23019  | Pand onder dwars schilddak met gepleisterde lijstgevel |
| Pand met gepleisterde lijstgevel | Woonhuis                  | verm. 17e-18e eeuw 19e eeuw (gevel)                                                                             | | Burgwal 78                  | 52° 33' 28" NB, 5° 54' 53" OL | 23020  | Meer afbeeldingen |
| Pand met gepleisterde lijstgevel met muurankers onder dwars zadeldak | Woonhuis                  | 18e eeuw 1850-1875 (gevel)                                                                                      | | Burgwal 79                  | 52° 33' 28" NB, 5° 54' 53" OL | 23021  | Meer afbeeldingen |
| Pand met gepleisterde lijstgevel | Woonhuis                  | late middeleeuwen (kern) 1850-1875 (gevel)                                                                      | | Burgwal 80                  | 52° 33' 29" NB, 5° 54' 53" OL | 23022  | Meer afbeeldingen |
| Pand met gepleisterde lijstgevel | Woonhuis                  | late middeleeuwen (kern) 1850-1875 (gevel)                                                                      | | Burgwal 81                  | 52° 33' 29" NB, 5° 54' 53" OL | 23023  | Meer afbeeldingen |
| Lutherse Kerk | Kerk en kerkonderdeel     | 1843 | Nicolaas Plomp | Burgwal 85                  | 52° 33' 33" NB, 5° 54' 51" OL | 23024  | Meer afbeeldingen |
| Fors pand onder schilddak met in blokken gepleisterde lijstgevel op plint | Woonhuis                  | 19e eeuw | | Burgwal 86                  | 52° 33' 33" NB, 5° 54' 51" OL | 23025  | Meer afbeeldingen |
| Kleinste huis van Kampen | Werk-woonhuis             | ca. 1700 | | Burgwal 98                  | 52° 33' 36" NB, 5° 54' 49" OL | 23026  | Meer afbeeldingen |
| Complex van twee rechthoekige, aaneengebouwde panden, het ene gedekt door twee evenwijdige schilddaken, het andere door een                                                    | Woonhuis                  | 1629 | | t.o. Burgwal 105-106        | 52° 33' 37" NB, 5° 54' 46" OL | 23027  | Meer afbeeldingen |
| Drie traveeën breed pakhuis onder dwars zadeldak met de boven de goot verhoogde middelste travee gedekt door vooruitspringende hijskap                                         | Opslag                    | 1530 1976 (rest.)                                                                                               | | Burgwalstraat 6             | 52° 33' 24" NB, 5° 55' 5" OL  | 23028  | Meer afbeeldingen |
| Pand met door toppilaster op kraagsteen bekroonde trapgevel | Woonhuis                  | 1600-1650 | | Burgwalstraat 8             | 52° 33' 24" NB, 5° 55' 4" OL  | 23029  | Meer afbeeldingen |
| De Reeve (voorm. Cellebroedersklooster) | Sociale zorg, liefdadigh. | ca. 1511 (noordvleugel) 1863 (gevel)                                                                            | | Cellebroedersweg 14         | 52° 33' 16" NB, 5° 54' 57" OL | 23030  | Meer afbeeldingen |
| Huis met door toppilaster op kraagsteentje bekroonde puntgevel | Woonhuis                  | 17e eeuw (gevel)                                                                                                | | Geerstraat 31               | 52° 33' 19" NB, 5° 55' 4" OL  | 23032  | Huis met door toppilaster op kraagsteentje bekroonde puntgevel |
| Hoekpand met gepleisterde gevels en muurankers (een geheel vormend met Boven Nieuwstraat 27)                                                                                   | Werk-woonhuis             | 16e-17e eeuw 19e eeuw (voorgevel)                                                                               | | Geerstraat 24               | 52° 33' 20" NB, 5° 55' 6" OL  | 23033  | Meer afbeeldingen |
| Huis met door toppilaster op kraagsteen bekroonde trapgevel en jongere winkelpui                                                                                               | Werk-woonhuis             | 1600-1650 | | Geerstraat 34               | 52° 33' 19" NB, 5° 55' 4" OL  | 23034  | Huis met door toppilaster op kraagsteen bekroonde trapgevel en jongere winkelpui                                                                                               |
| Huis met de Dolfijnen | Werk-woonhuis             | 1663 1875-1900 (pui)                                                                                            | | Graafschap 28               | 52° 33' 12" NB, 5° 55' 17" OL | 23035  | Meer afbeeldingen |
| Pand met gepleisterde gevel onder gootlijst onder gemeensch. zadeldak met de nrs. 148 en 150                                                                                   | Woonhuis                  | waarsch. 19e eeuw                                                                                               | | Groenestraat 146            | 52° 33' 29" NB, 5° 54' 47" OL | 23036  | Meer afbeeldingen |
| Pand met gepleisterde gevel onder gemeensch. zadeldak met de nrs. 146 en 150                                                                                                   | Woonhuis                  | waarsch. 17e eeuw                                                                                               | | Groenestraat 148            | 52° 33' 29" NB, 5° 54' 47" OL | 23037  | Meer afbeeldingen |
| Pand met gepleisterde gevel onder gemeensch. zadeldak met de nrs. 146 en 148                                                                                                   | Woonhuis                  | waarsch. 17e eeuw                                                                                               | | Groenestraat 150            | 52° 33' 29" NB, 5° 54' 47" OL | 23038  | Meer afbeeldingen |
| Pand onder zadeldak en met gepleisterde lijstgevel (een geheel vormend met nr. 154)                                                                                            | Woonhuis                  | 1627 | | Groenestraat 152            | 52° 33' 29" NB, 5° 54' 47" OL | 23039  | Meer afbeeldingen |
| Pand onder zadeldak en met gepleisterde lijstgevel (een geheel vormend met nr. 152)                                                                                            | Woonhuis                  | 1627 | | Groenestraat 154            | 52° 33' 29" NB, 5° 54' 47" OL | 23040  | Meer afbeeldingen |
| Voorm. refter Cellezustersconvent | Woonhuis                  | oorspr. 1470-1479 17e-18e eeuw                                                                                  | | Groenestraat 158            | 52° 33' 29" NB, 5° 54' 45" OL | 23041  | Meer afbeeldingen |
| Linneweversgilde | Klooster, kloosteronderdl | 16e eeuw 1665 (poortje)                                                                                         | waarsch. E. de Mulder (poortje)                                                                                               | Groenestraat 160            | 52° 33' 29" NB, 5° 54' 45" OL | 23042  | Meer afbeeldingen |
| Eenvoudig pandje onder schilddak, samen met nr. 20 oorspr. deel van het "Suete Name Jhesushuys"                                                                                | Sociale zorg, liefdadigh. | 1500-1550 | | Hofstraat 18                | 52° 33' 19" NB, 5° 55' 8" OL  | 23043  | Eenvoudig pandje onder schilddak, samen met nr. 20 oorspr. deel van het "Suete Name Jhesushuys"                                                                                |
| Suete Name Jhesushuys | Woonhuis                  | | | Hofstraat 20                | 52° 33' 19" NB, 5° 55' 8" OL  | 23044  | Suete Name Jhesushuys |
| Huis gedekt door een dwars schilddak met hoekschoorstenen | Werk-woonhuis             | 1800-1850 | | Hofstraat 126               | 52° 33' 30" NB, 5° 54' 58" OL | 23045  | Huis gedekt door een dwars schilddak met hoekschoorstenen |
| Boerderij van het Kamper type gedekt door rieten wolfdak en met middenlangsdeel                                                                                                | Boerderij                 | | | Kardoezenweg 2              | 52° 33' 10" NB, 5° 51' 31" OL | 23046  | Meer afbeeldingen |
| Buitenkerk (Mariakerk) | Kerk en kerkonderdeel     | vanaf 1350-1375 tussen 1453 en 1481 (toren)                                                                     | o.a. R. van Keulen, J. de Jonge, A. de Laat, A. Tepe, I. Gosschalk en P.J.H. Cuypers                                          | Kerkstraat 1                | 52° 33' 42" NB, 5° 54' 44" OL | 23047  | Meer afbeeldingen |
| Protestantse Theologische Universiteit, hoofdgebouw (1883-1923: Hoofdcursus)                                                                                                   | Onderwijs en wetenschap   | vroege 19e eeuw 1850-1900 (uitbr.) 1910 (uitbr.)                                                                | | Koornmarkt 1                | 52° 33' 18" NB, 5° 55' 17" OL | 23048  | Meer afbeeldingen |
| Pand met lijstgevel op natuurstenen plint | Dienstwoning              | | | Koornmarkt 1                | 52° 33' 18" NB, 5° 55' 16" OL | 23049  | Pand met lijstgevel op natuurstenen plint |
| Pand met restanten van de middeleeuwse stadsmuur | Omwalling                 | | | Marktgang 1                 | 52° 33' 34" NB, 5° 54' 58" OL | 23050  | Pand met restanten van de middeleeuwse stadsmuur |
| Pand met gepleisterde rechte gevel, dat een geheel uitmaakt met Burgwal 86 | Woonhuis                  | 19e eeuw | | Marktsteeg 9                | 52° 33' 34" NB, 5° 54' 51" OL | 23051  | Meer afbeeldingen |
| Boven- of St. Nicolaaskerk | Kerk en kerkonderdeel     | eind 13e/mog. begin 14e eeuw 14e-15e eeuw (schip) begin 15e eeuw (toren) 1450-1500 (koor) 19e eeuw (torenspits) | o.a. H. de Steenbicker, R. van Keulen, J. de Jonge, N Plomp, P. Bondam, I. Gosschalk, G. de Hoog, R. Offringa en A.J. Reijers | Koornmarkt 28               | 52° 33' 18" NB, 5° 55' 13" OL | 23053  | Meer afbeeldingen |
| Pand onder schilddak met verdieping boven kroonlijst | Woonhuis                  | | | Nieuwe Markt 2              | 52° 33' 33" NB, 5° 54' 54" OL | 23054  | Meer afbeeldingen |
| Gepleisterd pand onder dwars zadeldak samen met de nrs. 8-10 en 12 | Woonhuis                  | waarsch. 1625-1650                                                                                              | | Nieuwe Markt 4-6            | 52° 33' 33" NB, 5° 54' 53" OL | 23055  | Meer afbeeldingen |
| Pand met verhoogde en versierde lijst onder dwars zadeldak samen met de nrs. 4 en 6                                                                                            | Woonhuis                  | waarsch. 1625-1650                                                                                              | | Nieuwe Markt 8-10-12        | 52° 33' 33" NB, 5° 54' 53" OL | 23056  | Meer afbeeldingen |
| Rechterdeel van pand met gepleisterde lijstgevel onder dwars schilddak | Woonhuis                  | 17e-18e eeuw | | Nieuwe Markt 14             | 52° 33' 33" NB, 5° 54' 52" OL | 23057  | Meer afbeeldingen |
| Linkerdeel van pand met gepleisterde lijstgevel onder dwars schilddak en erker op de verdieping                                                                                | Woonhuis                  | 17e-18e eeuw | | Nieuwe Markt 16             | 52° 33' 33" NB, 5° 54' 52" OL | 23058  | Meer afbeeldingen |
| Fors onderkelderd negen traveeën breed hoekpand met gepleisterde lijstgevels onder schilddak                                                                                   | Werk-woonhuis             | 1800-1850 | | Nieuwe Markt 18             | 52° 33' 32" NB, 5° 54' 51" OL | 23059  | Meer afbeeldingen |
| Pand met restanten van de middeleeuwse stadsmuur | Omwalling                 | | | IJsselkade 59               | 52° 33' 38" NB, 5° 54' 56" OL | 23123  | Meer afbeeldingen |
| Pand met restanten van de middeleeuwse stadsmuur | Omwalling                 | | | Prinsenstraat 7             | 52° 33' 16" NB, 5° 55' 19" OL | 23219  | Pand met restanten van de middeleeuwse stadsmuur |
| Pand met restanten van de middeleeuwse stadsmuur | Omwalling                 | | | bij Prinsenstraat 7         | 52° 33' 16" NB, 5° 55' 19" OL | 23220  | Pand met restanten van de middeleeuwse stadsmuur |
| Pand met restanten van de middeleeuwse stadsmuur | Omwalling                 | | | Prinsenstraat 9             | 52° 33' 16" NB, 5° 55' 19" OL | 23221  | Pand met restanten van de middeleeuwse stadsmuur |
| Pand met restanten van de middeleeuwse stadsmuur | Omwalling                 | | | Prinsenstraat 11            | 52° 33' 16" NB, 5° 55' 19" OL | 23222  | Meer afbeeldingen |
| Pand met restanten van de middeleeuwse stadsmuur | Omwalling                 | | | Prinsenstraat 13            | 52° 33' 17" NB, 5° 55' 19" OL | 23223  | Meer afbeeldingen |
| Pand met restanten van de middeleeuwse stadsmuur | Omwalling                 | | | Prinsenstraat 13A           | 52° 33' 17" NB, 5° 55' 19" OL | 23224  | Meer afbeeldingen |
| Pand met restanten van de middeleeuwse stadsmuur | Omwalling                 | | | Prinsenstraat 15            | 52° 33' 17" NB, 5° 55' 19" OL | 23225  | Meer afbeeldingen |
| Pand met restanten van de middeleeuwse stadsmuur | Omwalling                 | | | Prinsenstraat 17            | 52° 33' 17" NB, 5° 55' 19" OL | 23226  | Meer afbeeldingen |
| Pand met restanten van de middeleeuwse stadsmuur | Omwalling                 | | | Prinsenstraat 19            | 52° 33' 17" NB, 5° 55' 19" OL | 23227  | Pand met restanten van de middeleeuwse stadsmuur |
| Pand met restanten van de middeleeuwse stadsmuur | Omwalling                 | | | Prinsenstraat 21            | 52° 33' 17" NB, 5° 55' 18" OL | 23228  | Meer afbeeldingen |
| Pand met restanten van de middeleeuwse stadsmuur | Omwalling                 | | | Prinsenstraat 23            | 52° 33' 18" NB, 5° 55' 18" OL | 23229  | Meer afbeeldingen |
| Pand met restanten van de middeleeuwse stadsmuur | Omwalling                 | | | Prinsenstraat 25            | 52° 33' 18" NB, 5° 55' 18" OL | 23230  | Meer afbeeldingen |
| Pand met restanten van de middeleeuwse stadsmuur | Omwalling                 | | | Prinsenstraat 27            | 52° 33' 18" NB, 5° 55' 18" OL | 23231  | Meer afbeeldingen |
| Pand met restanten van de middeleeuwse stadsmuur | Omwalling                 | | | Prinsenstraat 29            | 52° 33' 18" NB, 5° 55' 18" OL | 23232  | Pand met restanten van de middeleeuwse stadsmuur |
| Pand met restanten van de middeleeuwse stadsmuur | Omwalling                 | | | Prinsenstraat 31            | 52° 33' 18" NB, 5° 55' 19" OL | 23233  | Pand met restanten van de middeleeuwse stadsmuur |
| Pand met restanten van de middeleeuwse stadsmuur | Omwalling                 | | | Prinsenstraat 33            | 52° 33' 19" NB, 5° 55' 19" OL | 23234  | Pand met restanten van de middeleeuwse stadsmuur |
| Pand met restanten van de middeleeuwse stadsmuur | Omwalling                 | | | Prinsenstraat 35            | 52° 33' 19" NB, 5° 55' 18" OL | 23235  | Pand met restanten van de middeleeuwse stadsmuur |
| Pand met restanten van de middeleeuwse stadsmuur | Omwalling                 | | | Prinsenstraat 39            | 52° 33' 19" NB, 5° 55' 18" OL | 23236  | Pand met restanten van de middeleeuwse stadsmuur |
| Pand met restanten van de middeleeuwse stadsmuur | Omwalling                 | | | Prinsenstraat 41-43         | 52° 33' 19" NB, 5° 55' 18" OL | 23237  | Meer afbeeldingen |
| Pand met restanten van de middeleeuwse stadsmuur | Omwalling                 | | | Prinsenstraat 45            | 52° 33' 19" NB, 5° 55' 18" OL | 23238  | Meer afbeeldingen |
| Eenvoudig pandje met gepleisterde gevel onder schilddak | Woonhuis                  | 18e eeuw | | Prinsenstraat 2             | 52° 33' 16" NB, 5° 55' 18" OL | 23239  | Meer afbeeldingen |
| Pand met eenvoudige en aan weerszijden door gepleisterde lisenen begrensde lijstgevel                                                                                          | Woonhuis                  | 1880 | | De la Sablonièrekade 1      | 52° 33' 11" NB, 5° 55' 27" OL | 23240  | Meer afbeeldingen |
| Pand met eenvoudige en aan weerszijden door gepleisterde lisenen begrensde lijstgevel                                                                                          | Woonhuis                  | 1880 | | De la Sablonièrekade 3      | 52° 33' 11" NB, 5° 55' 26" OL | 23241  | Meer afbeeldingen |
| Pand met eenvoudige en aan weerszijden door gepleisterde lisenen begrensde lijstgevel                                                                                          | Woonhuis                  | 1880 | | De la Sablonièrekade 4      | 52° 33' 11" NB, 5° 55' 25" OL | 23242  | Meer afbeeldingen |
| Pand met eenvoudige aan weerszijden door gepleisterde lisenen begrensde lijstgevel en mansardekap met dakkapel                                                                 | Woonhuis                  | 1875-1900 | | De la Sablonièrekade 6      | 52° 33' 11" NB, 5° 55' 24" OL | 23243  | Meer afbeeldingen |
| Pand met eenvoudige aan weerszijden door gepleisterde lisenen begrensde lijstgevel en mansardekap met dakkapel                                                                 | Woonhuis                  | 1875-1900 | | De la Sablonièrekade 7      | 52° 33' 12" NB, 5° 55' 24" OL | 23244  | Meer afbeeldingen |
| Pand met gepleisterde lijstgevel en schilddak | Woonhuis                  | 1877-'78 | | De la Sablonièrekade 8      | 52° 33' 12" NB, 5° 55' 24" OL | 23245  | Meer afbeeldingen |
| Pand met gepleisterde lijstgevel en schilddak | Woonhuis                  | 1877-'78 | | De la Sablonièrekade 9      | 52° 33' 12" NB, 5° 55' 23" OL | 23246  | Meer afbeeldingen |
| Pand met gepleisterde lijstgevel en schilddak | Woonhuis                  | 1877-'78 | | De la Sablonièrekade 10     | 52° 33' 13" NB, 5° 55' 23" OL | 23247  | Meer afbeeldingen |
| Pand met gepleisterde lijstgevel en schilddak | Woonhuis                  | 1877-'78 | | De la Sablonièrekade 11     | 52° 33' 13" NB, 5° 55' 23" OL | 23248  | Meer afbeeldingen |
| Pand met gepleisterde lijstgevel en schilddak | Woonhuis                  | 1877-'78 | | De la Sablonièrekade 12     | 52° 33' 13" NB, 5° 55' 23" OL | 23249  | Meer afbeeldingen |
| Pand met gepleisterde lijstgevel en schilddak | Woonhuis                  | 1877-'78 | | De la Sablonièrekade 13     | 52° 33' 13" NB, 5° 55' 22" OL | 23250  | Meer afbeeldingen |
| Pand met gepleisterde lijstgevel en schilddak | Woonhuis                  | 1877-'78 | | De la Sablonièrekade 14     | 52° 33' 13" NB, 5° 55' 22" OL | 23251  | Meer afbeeldingen |
| Pand met gepleisterde lijstgevel en schilddak | Woonhuis                  | 1877-'78 | | De la Sablonièrekade 15     | 52° 33' 14" NB, 5° 55' 22" OL | 23252  | Meer afbeeldingen |
| Pand met gepleisterde lijstgevel en schilddak | Woonhuis                  | 1877-'78 | | De la Sablonièrekade 16     | 52° 33' 14" NB, 5° 55' 22" OL | 23253  | Meer afbeeldingen |
| Pand met gepleisterde lijstgevel en schilddak | Woonhuis                  | 1877-'78 | | De la Sablonièrekade 17     | 52° 33' 14" NB, 5° 55' 22" OL | 23254  | Meer afbeeldingen |
| Hoekpand met in blokken gepleisterde lijstgevels en dakkapel | Woonhuis                  | 19e eeuw | | De la Sablonièrekade 19     | 52° 33' 16" NB, 5° 55' 20" OL | 23255  | Meer afbeeldingen |
| Breed pand met gepleisterde lijstgevel met zijlisenen onder dwars schilddak | Woonhuis                  | | | De la Sablonièrekade 20-21  | 52° 33' 16" NB, 5° 55' 20" OL | 23256  | Meer afbeeldingen |
| Gedeelte van breed pand met gepleisterde lijstgevel met risaliet en erker onder schilddak                                                                                      | Woonhuis                  | 1850-1875 | | De la Sablonièrekade 22     | 52° 33' 17" NB, 5° 55' 20" OL | 23257  | Meer afbeeldingen |
| Gedeelte van breed pand met gepleisterde lijstgevel met risaliet onder schilddak                                                                                               | Woonhuis                  | 1850-1875 | | De la Sablonièrekade 23     | 52° 33' 17" NB, 5° 55' 20" OL | 23258  | Meer afbeeldingen |
| Pand met gepleisterde lijstgevel | Woonhuis                  | 1850-1875 | | De la Sablonièrekade 24     | 52° 33' 17" NB, 5° 55' 20" OL | 23259  | Meer afbeeldingen |
| Pand met gepleisterde lijstgevel | Woonhuis                  | ca. 1890 | | De la Sablonièrekade 32     | 52° 33' 18" NB, 5° 55' 19" OL | 23260  | Meer afbeeldingen |
| Hoekpand met twee lijstgevels verbonden door een kwartronde hoektravee | Woonhuis                  | 1875-1900 | | De la Sablonièrekade 33     | 52° 33' 19" NB, 5° 55' 19" OL | 23261  | Meer afbeeldingen |
| Tegen de stadsmuur aan gebouwd pand met geverfde lijstgevel met rondboogvensters en -deuren onder dwars schilddak                                                              | Woonhuis                  | 1825-1875 | | De la Sablonièrekade 34     | 52° 33' 19" NB, 5° 55' 18" OL | 23262  | Meer afbeeldingen |
| Op terp gelegen boerderij van het Kamper type met rieten zadeldak met wolfschilden, stal onder afgewolfd rieten zadeldak, veelhoekige rieten schuur en hooiberg met rieten kap | Boerderij                 | 19e eeuw | | Schansdijk 1                | 52° 33' 24" NB, 5° 52' 5" OL  | 23263  | Op terp gelegen boerderij van het Kamper type met rieten zadeldak met wolfschilden, stal onder afgewolfd rieten zadeldak, veelhoekige rieten schuur en hooiberg met rieten kap |
| Hoekpand met gepleisterde lijstgevels met smalle gevel aan de Veenestraat en zijgevel aan de Burgwal onder langgerekt schilddak                                                | Werk-woonhuis             | 17e-18e eeuw | | Venestraat 2                | 52° 33' 14" NB, 5° 55' 14" OL | 23264  | Meer afbeeldingen |
| Pand met restanten van de middeleeuwse stadsmuur (voorm. sigarenfabriek "J.H. van Hulst & Co")                                                                                 | Omwalling                 | 1890 | | IJsselkade 7                | 52° 33' 21" NB, 5° 55' 17" OL | 23413  | Pand met restanten van de middeleeuwse stadsmuur (voorm. sigarenfabriek "J.H. van Hulst & Co")                                                                                 |
| Pand met restanten van de middeleeuwse stadsmuur (voorm. sigarenfabriek "J.H. van Hulst & Co")                                                                                 | Omwalling                 | 1890 | | IJsselkade 8                | 52° 33' 21" NB, 5° 55' 16" OL | 23414  | Pand met restanten van de middeleeuwse stadsmuur (voorm. sigarenfabriek "J.H. van Hulst & Co")                                                                                 |
| Pand met restanten van de middeleeuwse stadsmuur en gepleisterde lijstgevel onder dwars schilddak                                                                              | Woonhuis                  | 1850-1875 | | IJsselkade 10               | 52° 33' 22" NB, 5° 55' 15" OL | 23415  | Meer afbeeldingen |
| Vrijstaand pand met lijstgevel met gepleisterde hoeklisenen en brede risalerende middentravee en met restanten van de middeleeuwse stadsmuur                                   | Woonhuis                  | ca. 1850 | N. Plomp en P. Bondam | IJsselkade 15               | 52° 33' 23" NB, 5° 55' 14" OL | 23416  | Meer afbeeldingen |
| Pand met eenvoudige lijstgevel | Woonhuis                  | 1875-1900 | | IJsselkade 16               | 52° 33' 24" NB, 5° 55' 13" OL | 23417  | Meer afbeeldingen |
| Pand met eenvoudige lijstgevel | Woonhuis                  | 1875-1900 | | IJsselkade 17               | 52° 33' 24" NB, 5° 55' 13" OL | 23418  | Meer afbeeldingen |
| Pand met lijstgevel onder langgerekt schilddak samen met de nrs. 22 t/m 25 | Woonhuis                  | 1825-1875 | | IJsselkade 21               | 52° 33' 25" NB, 5° 55' 12" OL | 23419  | Meer afbeeldingen |
| Pand met lijstgevel onder langgerekt schilddak samen met de nrs. 21 en 23 t/m 25                                                                                               | Woonhuis                  | 1825-1875 | | IJsselkade 22               | 52° 33' 25" NB, 5° 55' 12" OL | 23420  | Meer afbeeldingen |
| Pand met lijstgevel en jongere erker onder langgerekt schilddak samen met de nrs. 21-22 en 24-25                                                                               | Woonhuis                  | 1825-1875 | | IJsselkade 23               | 52° 33' 25" NB, 5° 55' 12" OL | 23421  | Meer afbeeldingen |
| Pand met gepleisterde lijstgevel met panelen op de lijsten en met later toegevoegde dakkapellen                                                                                | Woonhuis                  | ca. 1850 | | IJsselkade 26               | 52° 33' 26" NB, 5° 55' 11" OL | 23422  | Meer afbeeldingen |
| Zes traveeën breed pand met omlijste voordeur in gepleisterde lijstgevel (vormt een geheel met nr. 28)                                                                         | Woonhuis                  | 19e eeuw | | IJsselkade 27               | 52° 33' 26" NB, 5° 55' 11" OL | 23423  | Meer afbeeldingen |
| Zes traveeën breed pand met omlijste voordeur in gepleisterde lijstgevel (vormt een geheel met nr. 26)                                                                         | Woonhuis                  | ca. 1850 | | IJsselkade 28               | 52° 33' 26" NB, 5° 55' 10" OL | 23424  | Meer afbeeldingen |
| Fors pand met gepleisterde lijstgevel onder schilddak met twee dakkapellen en achtzijdig dakkamertje                                                                           | Woonhuis                  | 1850-1875 | | IJsselkade 29               | 52° 33' 26" NB, 5° 55' 10" OL | 23425  | Meer afbeeldingen |
| Fors pand met gepleisterde lijstgevel | Woonhuis                  | ca. 1850 | | IJsselkade 30               | 52° 33' 27" NB, 5° 55' 9" OL  | 23426  | Meer afbeeldingen |
| Pand met eenvoudige lijstgevel en dakkapel (Hotel Dijk) | Woonhuis                  | 1875-1900 | | IJsselkade                  | 52° 33' 27" NB, 5° 55' 9" OL  | 23427  | Meer afbeeldingen |
| Pand met eenvoudige lijstgevel | Woonhuis                  | ca. 1850 | | IJsselkade 32               | 52° 33' 27" NB, 5° 55' 9" OL  | 23428  | Meer afbeeldingen |
| Synagoge (voormalig) | Kerk en kerkonderdeel     | 1847 1983-'84 (rest.)                                                                                           | Nicolaas Plomp | IJsselkade 33               | 52° 33' 28" NB, 5° 55' 8" OL  | 23429  | Meer afbeeldingen |
| Fors vrijstaand pand met zware kroonlijst met fijne tanding onder schilddak met gepleisterde gevel                                                                             | Werk-woonhuis             | ca. 1860 | | IJsselkade 37               | 52° 33' 29" NB, 5° 55' 7" OL  | 23430  | Meer afbeeldingen |
| Pand met gepleisterde lijstgevel en lage beganegrond | Woonhuis                  | 1850-1875 | | IJsselkade 39               | 52° 33' 29" NB, 5° 55' 6" OL  | 23431  | Meer afbeeldingen |
| Pand met lijstgevel en lage gepleisterde beganegrond en in pleister omlijste ramen op de verdiepingen                                                                          | Woonhuis                  | 1872-'75 | | IJsselkade 40               | 52° 33' 29" NB, 5° 55' 6" OL  | 23432  | Meer afbeeldingen |
| Pand met gepleisterde lijstgevel, lage beganegrond en een niet-authentieke erker op de bovenste verdieping                                                                     | Handel en kantoor         | 1850-1875 | | IJsselkade 41               | 52° 33' 30" NB, 5° 55' 6" OL  | 23433  | Meer afbeeldingen |
| Pand met gepleisterde lijstgevel en lage beganegrond | Woonhuis                  | 1872-'75 | | IJsselkade 42               | 52° 33' 30" NB, 5° 55' 5" OL  | 23434  | Meer afbeeldingen |
| Pand met rijke, gepleisterde lijstgevel en lage beganegrond | Handel en kantoor         | 1872-'75 | | IJsselkade 44               | 52° 33' 30" NB, 5° 55' 5" OL  | 23435  | Meer afbeeldingen |
| Pand met gepleisterde lijstgevel onder dwars schilddak | Woonhuis                  | | | IJsselkade 55               | 52° 33' 36" NB, 5° 54' 58" OL | 23436  | Meer afbeeldingen |
| Pand met eenvoudige voordeuromlijsting in geverfde lijstgevel onder omlopend schilddak gemeensch. met nr. 57                                                                   | Woonhuis                  | 1825-1875 | | IJsselkade 56               | 52° 33' 36" NB, 5° 54' 58" OL | 23437  | Meer afbeeldingen |
| Pand met geverfde lijstgevel onder omlopend schilddak gemeensch. met nr. 56 | Woonhuis                  | 1825-1875 | | IJsselkade 57               | 52° 33' 37" NB, 5° 54' 57" OL | 23438  | Meer afbeeldingen |
| Fors pand met vensters met cordonbanden en kroonlijst met smalle consoles onder omlopend schilddak                                                                             | Woonhuis                  | 1852 | P. Bondam | IJsselkade 60               | 52° 33' 38" NB, 5° 54' 55" OL | 23439  | Meer afbeeldingen |
| Restanten van de middeleeuwse stadsmuur | Fort, vesting en -onderdl | | | IJsselkade 60               | 52° 33' 38" NB, 5° 54' 55" OL | 23440  | Meer afbeeldingen |
| Voorm. pakhuis "De Boogschutter" (linker deel) | Woonhuis                  | 1854 | P. Bondam | IJsselkade 61               | 52° 33' 39" NB, 5° 54' 55" OL | 23441  | Meer afbeeldingen |
| Voorm. pakhuis "De Boogschutter" (rechter deel) | Woonhuis                  | 1854 | P. Bondam | IJsselkade 62               | 52° 33' 39" NB, 5° 54' 54" OL | 23442  | Meer afbeeldingen |
| Boerderij van het Kampertype met rieten zadeldak en links aangebouwd een kleine stal met rieten wolfsdak                                                                       | Boerderij                 | 19e eeuw | | Zwartendijk 6               | 52° 31' 54" NB, 5° 54' 18" OL | 23443  | Boerderij van het Kampertype met rieten zadeldak en links aangebouwd een kleine stal met rieten wolfsdak                                                                       |
| St. Nicolaastorentje | Omwalling                 | 1611 | | bij 3e Ebbingestraat 49     | 52° 33' 35" NB, 5° 54' 33" OL | 23444  | Meer afbeeldingen |
| Koornmarktspoort | Omwalling                 | waarsch. 1380-1389                                                                                              | | IJsselkade 1                | 52° 33' 20" NB, 5° 55' 18" OL | 23445  | Meer afbeeldingen |
| Broederpoort | Omwalling                 | 1465-'68 verbouwd in o.m. 1615-'19 en 1714 1938-'42 (rest.) 1995-'96 (herstel)                                  | T. Berendsz. (1615-'19) | 3e Ebbingestraat 1          | 52° 33' 27" NB, 5° 54' 42" OL | 23446  | Meer afbeeldingen |
| Cellebroederspoort | Omwalling                 | ca. 1466 1617 (verb.)                                                                                           | T. Berendsz. (1617) | 2e Ebbingestraat 1          | 52° 33' 15" NB, 5° 54' 56" OL | 23447  | Meer afbeeldingen |
| Oorgatsbrug | Tuin, park en plantsoen   | 18e eeuw (oorspr.) 19e eeuw (leuningen)                                                                         | | bij Prinsenstraat 1         | 52° 33' 16" NB, 5° 55' 20" OL | 23448  | Meer afbeeldingen |
| D' Olde Zwarver | Industrie- en poldermolen | 1842 (oorspr.) 1952 (plaatsing) 1978 (rest.) 1999-2000 (rest.)                                                  | | IJsseldijk 92               | 52° 32' 42" NB, 5° 55' 39" OL | 23449  | Meer afbeeldingen |
| Stadspark (Kamper plantsoen) | Tuin, park en plantsoen   | 1830-'34 (noordelijk deel) 1863-1867 (uitbr.) 1913 (uitbr.)                                                     | N. Plomp (1830-'34) J.D. Zocher jr. en L.P. Zocher (1863-1867) L.A. Springer (1913)                                           | achter 2e en 3e Ebbingestr. | 52° 33' 22" NB, 5° 54' 45" OL | 23450  | Meer afbeeldingen |
| Burgel | Gracht                    | 13e eeuw | | tussen Burgwal en Vloeddijk | 52° 33' 34" NB, 5° 54' 49" OL | 23451  | Meer afbeeldingen |
| Gemaal "Broeken en Maten" | Gemaal                    | 1856 (gebouw) 1859 (scheprad) 1928-'29 (motor)                                                                  | | Flevoweg 74                 | 52° 33' 11" NB, 5° 52' 41" OL | 393992 | Meer afbeeldingen |
| Pand met eenvoudige en aan weerszijden door gepleisterde lisenen begrensde lijstgevel                                                                                          | Woonhuis                  | 1880 | | De la Sablonièrekade 2      | 52° 33' 11" NB, 5° 55' 26" OL | 508372 | Meer afbeeldingen |
| Rechthoekig pand van drie bouwlagen met detaillering in Art Nouveau-stijl | Werk-woonhuis             | rond 1900 | mog. G.B. Broekema | Plantage 2-18               | 52° 33' 31" NB, 5° 54' 58" OL | 512038 | Meer afbeeldingen |
| Voormalige bakkerij | Nijverheid                | 1901 | G.B. Broekema | Gasthuisstraat 1-1a         | 52° 33' 33" NB, 5° 54' 57" OL | 512041 | Meer afbeeldingen |
| Stadsgehoorzaal | Welzijn, kunst en cultuur | 1891 | K. de Vidal de Saint Germain                                                                                                  | Burgwal 84                  | 52° 33' 31" NB, 5° 54' 52" OL | 512043 | Meer afbeeldingen |
| Voormalige school (deel van Stadsgehoorzaal) | Onderwijs en wetenschap   | 1889 | | Nieuwe Markt 7              | 52° 33' 31" NB, 5° 54' 53" OL | 512044 | Meer afbeeldingen |
| Muziekpaviljoen | Welzijn, kunst en cultuur | 1872 | Nicolaas Plomp | Nieuwe Markt                | 52° 33' 32" NB, 5° 54' 51" OL | 512045 | Meer afbeeldingen |
| Bioscoop "City" | Welzijn, kunst en cultuur | 1940 | | Boven Nieuwstraat 115       | 52° 33' 29" NB, 5° 54' 57" OL | 512046 | Meer afbeeldingen |
| Vrijmetselaarsloge "Le Profond Silence" | Vergadering en vereniging | 1882 | F.C. Koch | Boven Nieuwstraat 36        | 52° 33' 20" NB, 5° 55' 4" OL  | 512047 | Meer afbeeldingen |
| Voorm. Nutsspaarbank met woning (Frans Walkate Archief) | Handel en kantoor         | 1929-'30 1935 (uitbr.) 1970-'79 (uitbr.)                                                                        | G. Hoekzema | Burgwal 43                  | 52° 33' 19" NB, 5° 55' 2" OL  | 512048 | Nutsspaarbank Voorm. Nutsspaarbank met woning(Frans Walkate Archief) |
| Drie herenhuizen in Art Nouveau-stijl | Woonhuis                  | 1907 | G.B. Broekema | IJsselkade 18-19-20         | 52° 33' 24" NB, 5° 55' 13" OL | 512052 | Meer afbeeldingen |
| Villa "Burghout" | Woonhuis                  | rond 1910 | | Lyceumstraat 2              | 52° 33' 9" NB, 5° 55' 19" OL  | 512054 | Burghout Villa "Burghout" |
| Nederlands Gereformeerde Kerk | Kerk en kerkonderdeel     | 1911-'12 | Tj. Kuipers | Broederweg 34               | 52° 33' 28" NB, 5° 54' 43" OL | 512055 | Meer afbeeldingen |
| Station | Transport                 | 1911-'12 | N.J. Kamperdijk | Stationsplein 1             | 52° 33' 36" NB, 5° 55' 17" OL | 512056 | Meer afbeeldingen |
| Bouwblok met vier woningen in Amsterdamse School-stijl | Woonhuis                  | 1927-'28 | J.M. Mante | Emmastraat 12-14-16         | 52° 33' 38" NB, 5° 54' 29" OL | 512057 | Bouwblok met vier woningen in Amsterdamse School-stijl |
| Voorm. Stedelijk Lyceum | Onderwijs en wetenschap   | 1882 | | Engelenbergplantsoen 5      | 52° 33' 6" NB, 5° 55' 17" OL  | 512058 | Stedelijk Lyceum Voorm. Stedelijk Lyceum |
| Villa Mary | Woonhuis                  | 1892 | | IJsseldijk 1                | 52° 33' 6" NB, 5° 55' 20" OL  | 512059 | Meer afbeeldingen |
| Theologische Hogeschool, aanbouw | Onderwijs en wetenschap   | 1910 | | Koornmarkt 1                | 52° 33' 17" NB, 5° 55' 16" OL | 512935 | Meer afbeeldingen |
| Voormalig Stadsziekenhuis Kampen | Gezondheidszorg           | 1911-'16 | W. Kromhout | Engelenbergplantsoen 7      | 52° 33' 4" NB, 5° 55' 15" OL  | 514601 | Meer afbeeldingen |